# Сімоїті
Сімоїті (яп. 下市町, しもいちちょう, сімоїті тьо ) — містечко в Японії, у центральній частині префектури Нара.